# Xã Marion, Quận Nemaha, Kansas
Xã Marion (tiếng Anh: Marion Township) là một xã thuộc quận Nemaha, tiểu bang Kansas, Hoa Kỳ. Năm 2010, dân số của xã này là 392 người.